# Hadar Galron

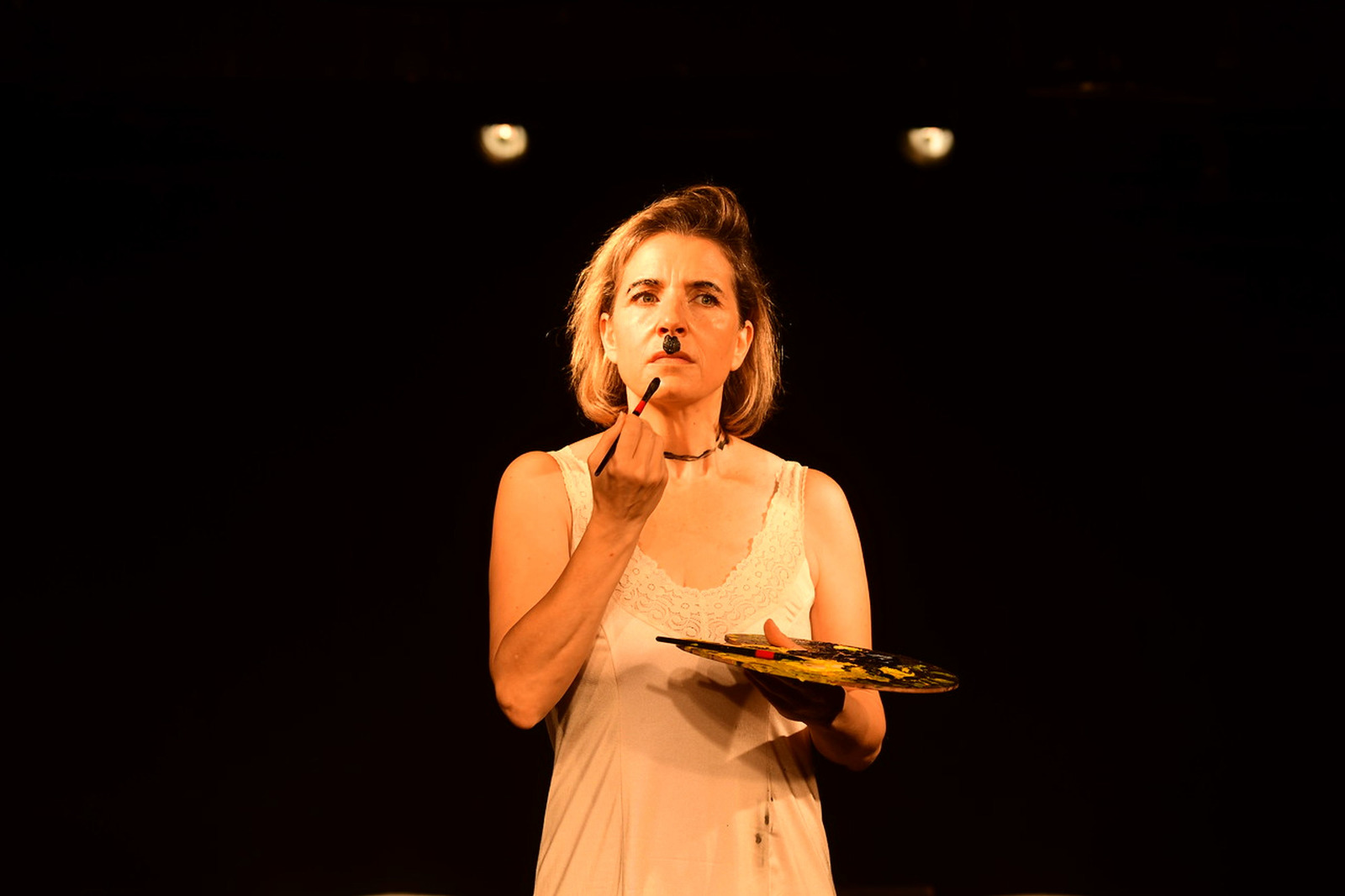
Hadar Galron, 2024

Hadar Galron (hebräisch הדר גלרון; * 28. September 1970 in London) ist eine israelische Dramatikerin, Drehbuchautorin, Komikerin, Regisseurin und Schauspielerin.

## Biografie
Galron wurde in London in einer religiösen Familie namens Nurit Hadar geboren und wuchs dort auf. Im Alter von 13 Jahren wanderte sie mit ihrer Familie nach Israel aus und lebte in Tel Aviv. In ihrer Jugend studierte sie an der Zeitlin-Religionsschule in Tel Aviv. Nach Abschluss ihres Studiums diente sie in der IDF als Soldatenlehrerin und wurde aufgrund ihres Beitrags und ihres weitreichenden Einflusses im Rat von Kiryat Ekron, wo sie diente, sogar als herausragende Soldatin ausgewählt. einen Bachelor-Abschluss in Gemeinschaftstheaterwissenschaft in der Theaterabteilung der Philosophischen Fakultät der Universität Tel Aviv.
Galron ist geschieden, sie hat drei Kinder.

### Stand-up und Satire
In den 1990er Jahren gründete sie zusammen mit Noya Mendel das Comedy-Duo „Noya und Nurit“. Die beiden moderierten die Stand-up-Show „Kahlah Entertainment“. Galron präsentierte außerdem eine Einzelausstellung, „Pulsa D-Norit“, die sich mit der Stellung der Frau im Judentum befasste. Jahre später präsentierte sie die Show im Kammertheater unter dem Namen „Pulsa“.
2012 inszenierte sie die Show „Returning to Passion“, die sie gemeinsam mit ihrem Schwager Aharon Feuerstein schrieb, unter der Regie von Shmuel Vilozheni. Eine satirische Kabarettshow, die die Geschichte der rechtschaffenen Frauen erzählt, die das Volk Israel erlöst haben (Hava, Tamar, Esther und Rahab).

### Theater
Galron schrieb das Stück „Mikwe“, das 2005 den Israeli Theatre Award in der Kategorie „Stück des Jahres“ gewann. Auch auf Theaterbühnen weltweit war das Stück ein Erfolg und wurde unter anderem in Mexiko, Tschechien und den USA aufgeführt. Das Stück wurde auch als Buch mit dem Titel „Mikvah: a story about women and a place: an original play“ veröffentlicht.
2008 spielte sie Michals Tochter Shaul in dem Stück „Warum hast du gelacht“ von Natalie Naman, das im Tsava-Theater aufgeführt wurde.
Im Jahr 2011 schuf Galron mit Drittklässlern bei Beit Zvi das von ihr inszenierte Theaterstück „Mother-Ma“, das sich mit moderner Mutterschaft befasst. Das Stück wurde anschließend in „Zotva“ aufgeführt und im Theater Haifa aufgeführt.
Galron führte Regie und Schnitt bei Yoram Gaons Musiktheatershow „With all due respect“, inszenierte und schrieb Verbindungsstücke in der Musikshow „Karibo's Friends“ und der orientalischen Musikshow „The Faculty“. 2013 schrieb und inszenierte sie das Stück „Moserara“ am Pesik-Theater in Jerusalem.
2017 schrieb sie das Stück „The Secrets“ (Chasodot), basierend auf einem Drehbuch für einen gleichnamigen Film, das ein Jahrzehnt zuvor veröffentlicht wurde und das Galron zusammen mit dem Regisseur Avi Nesher geschrieben hatte. Das Stück feierte im Oktober desselben Jahres seine Weltpremiere im Theater Beit Lissin und erhielt viel Lob. Das Stück wurde 2024 erneut in Beit Zvi aufgeführt. Im Jahr 2019 wurde das Stück „Shrika – Meine Mutter war Mengeles Sekretärin“ aufgeführt, ein Ein-Mann-Stück mit Galron in der Hauptrolle, das sie zusammen mit dem Schriftsteller Jacob Buchan schrieb, dessen Mutter es war Mengeles Sekretärin in Auschwitz. Buchan initiierte das Stück, um der stillen zweiten Generation eine Stimme zu geben. Das Stück wurde im Rahmen des Teatrono-Festivals aufgeführt und dann in Cameri aufgeführt. Zwischen April 2019 und Januar 2020 wurde die Show in London, Wien, Tschechien, Texas und New York aufgeführt und in sechs Sprachen übersetzt.
Im Jahr 2019 gab das Stadttheater in Liberec in der Tschechischen Republik bei Galron ein Theaterstück über die Identitätskrise des tschechischen Judentums in Auftrag. Das Stück „My First Jewish Christmas“ (oder wie es auf Englisch heißt, der Sprache, in der das Stück geschrieben ist „Jüdisch genug für Hitler“) sollte im Oktober 2020 aufgeführt werden Die Premiere wurde von mehreren Nationen verschoben und wartet nun auf den neuen Premierentermin. Der tschechische Regisseur ist Petr Svoitka, der in der Vergangenheit mit Gelron zusammengearbeitet hat, als er ihr Stück „Mutter-Ma“ am Stadttheater Prag inszenierte.
Galron spielte in dem vom Israel Center for Mediation veröffentlichten Film „Shoshan Tzhor“, zusammen mit dem Schauspieler Avraham Selecter, dem Anwalt Roi Belcher und dem Professor Mordechai Mironi, der zusammen mit Avi Nesher das Drehbuch für den Film „The Secrets She“ schrieb spielte die Hauptrolle und war am Drehbuch des Films „Bruria“ beteiligt, zusammen mit Baruch Brenner, der auch in dem Film mitspielte.
2023 wurde ihr Stück „Also wie möchtest du sterben?“, über den 7. Oktober Terroranschlag in München und in Augsburg, aufgeführt.

### Fernsehen
Im Februar 2018 wurde das Drama „Harem“, das Galron mit Anat Barzilai und Gadi Taub geschrieben hatte, auf Kanal 13 ausgestrahlt, und sie spielte sogar darin mit. Galron trat in Humor-Ecken in Fernsehsendungen auf, darunter „Die Welt nach Feuerstein“, „Mochash Rishon“ und „Come Relaxed with Sefi Rivlin“. Sie moderierte Programme für die Feiertage und schrieb und moderierte die Serie „Young in the Spirit“. zu aktuellen jüdischen Themen schrieb sie Drehbücher für die Kindersendung „Father's Genius“, in der sie als Schauspielerin auftritt.
2014 spielte sie eine Gastrolle in der HOT-Dramaserie „Dead for a Moment“. 2017 spielte sie eine Gastrolle in der neuen Staffel der Jugendserie „Rosh Gadol“, die auf dem Sender Yes Kidz ausgestrahlt wurde.

### Musik
Galron schrieb Texte für Dean Dean Aviv für das Album „Freedom Between Worlds“, darunter die Single „Not a word“. Sie schrieb auch Kinderlieder für Kindertheaterstücke und die TV-Show Yehoram Gaon und sogar ein Lied für seine Show „Ba Kehl Kabod“. Schrieb den Text des Liedes „Zwischen Unreinheit und Reinheit“ der Sängerin Inbal.

## Filmografie
Filme
- 2007: Ha-Sodot
- 2008: On the Road to Tel Aviv
- 2008: Harmon